# Jan Řehula
Jan Řehula (Cheb, 15 de novembro de 1973) é um triatleta checo que conquistou a medalha de bronze nos Jogos Olímpicos de 2000. 

## Carreira
Řehula participou da primeira edição do triatlo nos Jogos Olímpicos de Sydney, em 2000. Ele ganhou a medalha de bronze com um tempo total de 1:48:46.64. Sua parciais foram de 18min11.89 na natação, 59min13.50 no ciclismo e 31min21.25 na corrida.